# Cristian García
Cristian Andrés García (San Rafael, 23 marzo 1988) è un calciatore argentino, attaccante del Leandro N. Alem.

## Caratteristiche tecniche
È un centravanti.

## Palmarès
- Campionato argentino: 1

Banfield: 2009 (A)